# Марі-Біляморське сільське поселення
Марі́-Білямо́рське сільське поселення (рос. Мари-Биляморское сельское поселение) — муніципальне утворення у складі Марі-Турецького району Марій Ел, Росія. Адміністративний центр — село Марі-Білямор.

## Історія
Станом на 2002 рік існували Марі-Біляморська сільська рада (села Манилово, Марі-Білямор, присілки Ашлань-Білямор, Ворончихіно, Хозіно, селище Лісний) та Нартаська сільська рада (присілки Александровський, Великі Нолі, Верхня Сенда, Єлимбаєво, Кушко-Білямор, Сенда, Токпаєво, Уржумноля, селище Нартас).

## Населення
Населення — 2463 особи (2019, 2878 у 2010, 2877 у 2002).

## Склад
До складу поселення входять такі населені пункти:
| Населений пункт            | Населення, осіб (2002) | Населення, осіб (2010) |
| -------------------------- | ---------------------- | ---------------------- |
| Александровський, присілок | 58                     | 44                     |
| Ашлань-Білямор, присілок   | 86                     | 86                     |
| Великі Нолі, присілок      | 217                    | 242                    |
| Верхня Сенда, присілок     | 34                     | 35                     |
| Ворончихіно, присілок      | 20                     | 0                      |
| Єлимбаєво, присілок        | 378                    | 398                    |
| Кушко-Білямор, присілок    | 38                     | 34                     |
| Лісний, селище             | 183                    | 156                    |
| Манилово, село             | 49                     | 35                     |
| Марі-Білямор, село         | 924                    | 872                    |
| Нартас, селище             | 305                    | 412                    |
| Сенда, присілок            | 293                    | 260                    |
| Токпаєво, присілок         | 137                    | 146                    |
| Уржумноля, присілок        | 147                    | 150                    |
| Хозіно, присілок           | 8                      | 8                      |